# Lokomotiv Bakı Voleybol Klubu 2014-2015
Questa voce raccoglie le informazioni riguardanti le Lokomotiv Bakı Voleybol Klubu nella stagione 2014-2015.

## Organigramma societario
Area direttiva
- Presidente: Arif Əsgərov

Area tecnica
- Allenatore: Teunis Buijs (fino a marzo), César Hernández
- Assistente allenatore: César Hernández (fino a marzo), Andreas Renneberg

## Rosa
| N° | Nome                 | Ruolo | Data di nascita | Nazionalità sportiva |
| -- | -------------------- | ----- | --------------- | -------------------- |
| 1  | Lisa Thomsen         | L     | 20 agosto 1985  | Germania             |
| 3  | Carli Lloyd          | P     | 6 agosto 1989   | Stati Uniti          |
| 4  | Aneta Havlíčková     | S/O   | 3 luglio 1987   | Rep. Ceca            |
| 5  | Šárka Kubínová       | P     | 19 aprile 1988  | Rep. Ceca            |
| 5  | Tuğçe Atıcı          | P     | 27 marzo 1989   | Turchia              |
| 6  | Ayşən Əbdüləzimova   | C     | 11 aprile 1993  | Azerbaigian          |
| 7  | Quinta Steenbergen   | C     | 2 aprile 1985   | Paesi Bassi          |
| 8  | Ülkər Kərimova       | S     | 22 giugno 1994  | Azerbaigian          |
| 9  | Aleksandra Crnčević  | S     | 30 maggio 1987  | Serbia               |
| 11 | Anne Buijs           | S     | 2 dicembre 1991 | Paesi Bassi          |
| 12 | Evaggelia Chantava   | S     | 26 ottobre 1990 | Grecia               |
| 13 | Valentina Arrighetti | C     | 26 gennaio 1985 | Italia               |
| 16 | Oksana Kiselyova     | L     | 30 maggio 1992  | Azerbaigian          |
| 17 | Valeria Rosso        | S     | 24 ottobre 1981 | Italia               |
| -  | Ivana Ðerisilo       | S/O   | 8 agosto 1983   | Serbia               |

## Mercato
| Acquisti | Acquisti             | Acquisti          | Acquisti   |
| R.       | Nome                 | da                | Modalità   |
| -------- | -------------------- | ----------------- | ---------- |
| L        | Lisa Thomsen         | Azəryol           | definitivo |
| P        | Carli Lloyd          | Imoco             | definitivo |
| S/O      | Aneta Havlíčková     | Fenerbahçe        | definitivo |
| P        | Šárka Kubínová       | Köniz             | definitivo |
| C        | Ayşən Əbdüləzimova   | Azərreyl          | definitivo |
| C        | Quinta Steenbergen   | Prostějov         | definitivo |
| S        | Ülkər Kərimova       | Azərreyl          | definitivo |
| S        | Aleksandra Crnčević  | Pioneer Red Wings | definitivo |
| S        | Anne Buijs           | Busto Arsizio     | definitivo |
| S        | Evaggelia Chantava   | Vrilīssiōn        | definitivo |
| C        | Valentina Arrighetti | Busto Arsizio     | definitivo |
| L        | Oksana Kiselyova     | Azərreyl          | definitivo |
| S        | Valeria Rosso        | AGIL              | definitivo |
| S/O      | Ivana Ðerisilo       | Inattiva          | definitivo |
| P        | Tuğçe Atıcı          | İdman Ocağı       | definitivo |

| Cessioni | Cessioni             | Cessioni      | Cessioni   |
| R.       | Nome                 | a             | Modalità   |
| -------- | -------------------- | ------------- | ---------- |
| C        | Arielle Wilson       | River         | definitivo |
| L        | Marija Filipova      | CSKA Sofia    | definitivo |
| P        | Kim Sa-nee           | IBK Altos     | definitivo |
| C        | Vera Klimovič        | Casalmaggiore | definitivo |
| S/O      | Tereza Matuszková    | Pro Victoria  | definitivo |
| S        | Valdonė Petrauskaitė | JAV Olímpico  | definitivo |
| C        | Alexis Crimes        | Sarıyer       | definitivo |
| P        | Milena Sadurek       | Bergamo       | definitivo |
| S        | Cassidy Lichtman     | Le Cannet     | definitivo |
| S/O      | Katarina Barun       | AGIL          | definitivo |
| S        | Prisilla Rivera      | Bursa BB      | definitivo |
| S        | Aleksandra Samoylova | ?             | definitivo |
| P        | Ana Grbac            | Volero Zurigo | definitivo |
| L        | Suzana Ćebić         | Târgoviște    | definitivo |
| P        | Šárka Kubínová       | ?             | definitivo |
| S/O      | Ivana Ðerisilo       | Alba-Blaj     | definitivo |

## Risultati

### Superliqa

#### Regular season

##### 1º round
| 1ª giornata - 2 novembre 2014 ?, ?  | Azəryol        | 2 - 3 | Lokomotiv Baku | 26-24, 22-25, 22-25, 28-26, 11-15 |
| 2ª giornata - 7 novembre 2014 ?, ?  | Azərreyl       | 0 - 3 | Lokomotiv Baku | 15-25, 24-26, 15-25               |
| 3ª giornata - 15 novembre 2014 ?, ? | Lokomotiv Baku | 3 - 1 | Telekom Baku   | 25-20, 21-25, 25-18, 25-19        |
| 4ª giornata - 21 novembre 2014 ?, ? | Lokomotiv Baku | 3 - 2 | Rabitə Baku    | 25-22, 18-25, 25-23, 21-25, 15-13 |

##### 2º round
| 6ª giornata - 3 dicembre 2014 ?, ?  | Lokomotiv Baku | 3 - 0 | Azəryol        | 25-19, 25-16, 25-16        |
| 7ª giornata - 6 dicembre 2014 ?, ?  | Lokomotiv Baku | 3 - 0 | Azərreyl       | 25-19, 25-16, 25-16        |
| 8ª giornata - 14 dicembre 2014 ?, ? | Telekom Baku   | 0 - 3 | Lokomotiv Baku | 19-25, 15-25, 22-25        |
| 9ª giornata - 10 gennaio 2015 ?, ?  | Rabitə Baku    | 3 - 1 | Lokomotiv Baku | 19-25, 25-18, 25-19, 25-20 |

##### 3º round
| 11ª giornata - 2 marzo 2015 ?, ?     | Azəryol        | 1 - 3 | Lokomotiv Baku | 25-14, 14-25, 18-25, 22-25 |
| 12ª giornata - 31 gennaio 2015 ?, ?  | Azərreyl       | 0 - 3 | Lokomotiv Baku | 8-25, 17-25, 20-25         |
| 13ª giornata - 7 febbraio 2015 ?, ?  | Lokomotiv Baku | 3 - 0 | Telekom Baku   | 25-11, 36-34, 25-15        |
| 14ª giornata - 14 febbraio 2015 ?, ? | Lokomotiv Baku | 0 - 3 | Rabitə Baku    | 25-27, 16-25, 17-25        |

##### 4º round
| 16ª giornata - 11 marzo 2015 ?, ? | Lokomotiv Baku | 0 - 3 | Azəryol        | 22-25, 12-25, 19-25        |
| 17ª giornata - 16 marzo 2014 ?, ? | Lokomotiv Baku | 3 - 1 | Azərreyl       | 20-25, 26-24, 25-10, 25-22 |
| 18ª giornata - 29 marzo 2014 ?, ? | Telekom Baku   | 0 - 3 | Lokomotiv Baku | 21-25, 13-25, 22-25        |
| 19ª giornata - 1 aprile 2014 ?, ? | Rabitə Baku    | 3 - 1 | Lokomotiv Baku | 22-25, 25-19, 25-23, 26-24 |

#### Play-off

##### Semifinali
| Gara 1 - 4 aprile 2015 ?, ? | Azəryol        | 1 - 3 | Lokomotiv Baku | 17-25, 22-25, 25-14, 15-25 |
| Gara 2 - 6 aprile 2015 ?, ? | Lokomotiv Baku | 0 - 3 | Azəryol        | 16-25, 20-25, 20-25        |
| Gara 3 - 8 Aprile 2015 ?, ? | Azəryol        | 1 - 3 | Lokomotiv Baku | 17-25, 25-18, 12-25, 16-25 |

##### Finale
| Gara 1 - 10 aprile 2015 ?, ? | Rabitə Baku    | 3 - 1 | Lokomotiv Baku | 25-27, 25-21, 25-21, 25-19 |
| Gara 2 - 12 aprile 2015 ?, ? | Lokomotiv Baku | 1 - 3 | Rabitə Baku    | 25-22, 20-25, 16-25, 13-25 |

### Coppa CEV

#### Fase ad eliminazione diretta
| Sedicesimi di finale (andata) - 12 novembre 2014 Ballsporthalle, Vilsbiburg | Vilsbiburg       | 0 - 3 | Lokomotiv Baku   | 17-25, 24-26, 22-25                   |
| Sedicesimi di finale (ritorno) - 26 novembre 2014 A.Y.S. Sport Hall, Baku   | Lokomotiv Baku   | 3 - 1 | Vilsbiburg       | 25-22, 25-23, 22-25, 25-17            |
| Ottavi di finale (andata) - 11 dicembre 2014 Šumice Sport Center, Belgrado  | Stella Rossa     | 0 - 3 | Lokomotiv Baku   | 16-25, 21-25, 12-25                   |
| Ottavi di finale (ritorno) - 17 dicembre 2014 A.Y.S. Sport Hall, Baku       | Lokomotiv Baku   | 3 - 1 | Stella Rossa     | 25-22, 25-20, 23-25, 25-23            |
| Quarti di finale (andata) - 14 gennaio 2015 A.Y.S. Sport Hall, Baku         | Lokomotiv Baku   | 3 - 0 | Dinamo Krasnodar | 25-22, 25-18, 25-22                   |
| Quarti di finale (ritorno) - 20 gennaio 2015 Dvorec sporta Olimp, Krasnodar | Dinamo Krasnodar | 3 - 0 | Lokomotiv Baku   | 25-14, 25-19, 25-17 Golden set: 15-13 |

## Statistiche

### Statistiche di squadra
| Competizione    | Punti | In casa | In casa | In casa | In trasferta | In trasferta | In trasferta | Totale | Totale | Totale |
| Competizione    | Punti | G       | V       | P       | G            | V            | P            | G      | V      | P      |
| --------------- | ----- | ------- | ------- | ------- | ------------ | ------------ | ------------ | ------ | ------ | ------ |
| Superliqa azera | 32    | 10      | 6       | 4       | 11           | 8            | 3            | 21     | 14     | 7      |
| Coppa CEV       | -     | 3       | 3       | 0       | 3            | 2            | 1            | 6      | 5      | 1      |
| Totale          | -     | 13      | 9       | 4       | 14           | 10           | 4            | 27     | 19     | 8      |

G = partite giocate; V = partite vinte; P = partite perse

### Statistiche dei giocatori
| A. Əbdüləzimova | Statistiche assenti | 2 | 13 | 8  | 5  | 0 | Statistiche assenti |
| V. Arrighetti   | Statistiche assenti | 6 | 46 | 35 | 10 | 1 | Statistiche assenti |
| T. Atıcı        | Statistiche assenti | 4 | 2  | 0  | 1  | 1 | Statistiche assenti |
| A. Buijs        | Statistiche assenti | 6 | 72 | 58 | 9  | 5 | Statistiche assenti |
| E. Chantava     | Statistiche assenti | 3 | 6  | 5  | 1  | 0 | Statistiche assenti |
| A. Crnčević     | Statistiche assenti | 6 | 59 | 51 | 4  | 4 | Statistiche assenti |
| I. Ðerisilo     | Statistiche assenti | - | -  | -  | -  | - | Statistiche assenti |
| A. Havlíčková   | Statistiche assenti | 4 | 60 | 52 | 2  | 6 | Statistiche assenti |
| Ü. Kərimova     | Statistiche assenti | 2 | 0  | 0  | 0  | 0 | Statistiche assenti |
| O. Kiselyova    | Statistiche assenti | 5 | 1  | 0  | 0  | 1 | Statistiche assenti |
| Š. Kubínová     | Statistiche assenti | 1 | 0  | 0  | 0  | 0 | Statistiche assenti |
| C. Lloyd        | Statistiche assenti | 6 | 20 | 7  | 11 | 2 | Statistiche assenti |
| V. Rosso        | Statistiche assenti | 4 | 27 | 20 | 3  | 4 | Statistiche assenti |
| Q. Steenbergen  | Statistiche assenti | 6 | 49 | 30 | 17 | 2 | Statistiche assenti |
| L. Thomsen      | Statistiche assenti | 6 | 0  | 0  | 0  | 0 | Statistiche assenti |

P = presenze; PT = punti totali; AV = attacchi vincenti; MV = muri vincenti; BV = battute vincenti